# Borgaregölen, Småland
Borgaregölen är en sjö i Vetlanda kommun i Småland och ingår i Emåns huvudavrinningsområde.